# داني ويلسون (لاعب كرة قدم)
داني ويلسون (بالإنجليزية: Danny Wilson)‏ (و. 1960  م) هو لاعب كرة القدم، ومدرب كرة القدم، من المملكة المتحدة، ولد في ويغان، يلعب كلاعب وسط.

## مسيرته الكروية
لعب داني ويلسون خلال مسيرته الاحترافية مع 8 أندية في عشرون موسمًا وسجل خلالها 95 هدفًا ضمن 626 مباراة. ولم يفز بأي موسم بالكأس أو بالدوري.
خاض داني ويلسون مسيرته مع نادي بوري في موسم 1977–78 واستمر معه طيلة ثلاثة مواسم، مشاركًا في 90 مباراة سجل خلالها 8 أهداف. ثم انتقل إلى نادي تشيسترفيلد في موسم 1980–81 واستمر معه طيلة ثلاثة مواسم، حيث شارك في 100 مباراة سجل خلالها 13 هدفًا. لينتقل بعدها إلى نادي نوتينغهام فورست في موسم 1982–83 لمدة موسم واحد، مشاركًا في 10 مباريات سجل خلالها هدفًا واحدًا. ثم انتقل إلى نادي برايتون أند هوف ألبيون في موسم 1983–84 ليلعب معه أربعة مواسم، مشاركًا في 135 مباراة سجل خلالها 33 هدفًا. هذا وانتقل لاحقًا إلى نادي لوتون تاون في موسم 1987–88 واستمر معه طيلة ثلاثة مواسم، مشاركًا في 110 مباراة سجل خلالها 24 هدفًا. ثم انتقل بعدها إلى نادي شيفيلد وينزداي في موسم 1990–91 واستمر معه طيلة ثلاثة مواسم، مشاركًا في 98 مباراة سجل خلالها 11 هدفًا. ليعود وينتقل من جديد، لكن هذه المرة إلى نادي بارنسلي في موسم 1993–94 ولمدة موسمين، مشاركًا في 77 مباراة سجل خلالها هدفين.

## روابط خارجية
- داني ويلسون على موقع قاعدة بيانات كرة القدم.إي يو (الإنجليزية)
- داني ويلسون على موقع ناشيونال فوتبول تيمز (الإنجليزية)
- داني ويلسون على موقع Soccerbase.com (مدرب) (الإنجليزية)
- داني ويلسون على موقع عالم كرة القدم.نت (الإنجليزية)